# Rhopalodes muscosaria
Rhopalodes muscosaria là một loài bướm đêm trong họ Geometridae.